# Akwesasne 15
Akwesasne 15 är ett reservat som utgör Québecdelen av mohawkterritoriet Akwesasne. Det ligger i regionen Montérégie, i den sydöstra delen av landet, 100 km öster om huvudstaden Ottawa.